# ألعاب القوى في الألعاب البارالمبية الصيفية 1984
ألعاب القوى في الألعاب البارالمبية الصيفية 1984 شملت 447 فعالية.

## الدول المشاركة
- الأرجنتين (6)
- أستراليا (54)
- النمسا (30)
- جزر البهاما (2)
- البحرين (12)
- بلجيكا (18)
- البرازيل (25)
- مينمار (10)
- كندا (114)
- الصين (12)
- الدنمارك (11)
- ألمانيا الشرقية (4)
- الإكوادور (2)
- مصر (18)
- فنلندا (34)
- فرنسا (27)
- بريطانيا العظمى (130)
- اليونان (3)
- هونغ كونغ (17)
- المجر (12)
- آيسلندا (5)
- الهند (4)
- إندونيسيا (8)
- جزيرة أيرلندا (43)
- إسرائيل (10)
- إيطاليا (34)
- جامايكا (1)
- اليابان (28)
- الأردن (7)
- كينيا (13)
- الكويت (17)
- ليختنشتاين (1)
- لوكسمبورغ (3)
- المكسيك (47)
- هولندا (16)
- نيوزيلندا (10)
- النرويج (31)
- بابوا غينيا الجديدة (4)
- بولندا (20)
- البرتغال (15)
- كوريا الجنوبية (5)
- إسبانيا (7)
- السويد (25)
- سويسرا (26)
- تايلاند (1)
- ترينيداد وتوباغو (7)
- الولايات المتحدة (167)
- فنزويلا (5)
- ألمانيا الغربية (74)
- يوغوسلافيا (16)
- زيمبابوي (7)

## ملخص الميداليات

### جدول الميداليات
*   البلد المضيف (مضيف)
| المرتبة | NPC                    | ذهبية | فضية | برونزية | المجموع |
| ------- | ---------------------- | ----- | ---- | ------- | ------- |
| 1       | الولايات المتحدة (USA) | 83    | 80   | 72      | 235     |
| 2       | بريطانيا العظمى (GBR)  | 57    | 43   | 41      | 141     |
| 3       | كندا (CAN)             | 48    | 30   | 28      | 106     |
| 4       | ألمانيا الغربية (FRG)  | 34    | 34   | 38      | 106     |
| 5       | السويد (SWE)           | 31    | 11   | 7       | 49      |
| 6       | بولندا (POL)           | 17    | 22   | 13      | 52      |
| 7       | أستراليا (AUS)         | 16    | 18   | 21      | 55      |
| 8       | بلجيكا (BEL)           | 16    | 14   | 7       | 37      |
| 9       | سويسرا (SUI)           | 15    | 10   | 7       | 32      |
| 10      | جزيرة أيرلندا (IRL)    | 13    | 11   | 24      | 48      |
| 11      | الدنمارك (DEN)         | 12    | 5    | 2       | 19      |
| 12      | النرويج (NOR)          | 11    | 14   | 11      | 36      |
| 13      | فنلندا (FIN)           | 11    | 8    | 16      | 35      |
| 14      | فرنسا (FRA)            | 9     | 22   | 14      | 45      |
| 15      | اليابان (JPN)          | 9     | 6    | 4       | 19      |
| 16      | نيوزيلندا (NZL)        | 7     | 8    | 4       | 19      |
| 17      | يوغوسلافيا (YUG)       | 7     | 8    | 3       | 18      |
| 18      | المكسيك (MEX)          | 6     | 12   | 15      | 33      |
| 19      | البرازيل (BRA)         | 6     | 12   | 3       | 21      |
| 20      | هولندا (NED)           | 6     | 10   | 8       | 24      |
| 21      | النمسا (AUT)           | 5     | 11   | 7       | 23      |
| 22      | إيطاليا (ITA)          | 4     | 6    | 2       | 12      |
| 23      | إسرائيل (ISR)          | 3     | 5    | 3       | 11      |
| 24      | البرتغال (POR)         | 3     | 2    | 5       | 10      |
| 25      | إسبانيا (ESP)          | 3     | 1    | 3       | 7       |
| 26      | المجر (HUN)            | 2     | 7    | 2       | 11      |
| 27      | الصين (CHN)            | 2     | 5    | 4       | 11      |
| 28      | هونغ كونغ (HKG)        | 2     | 2    | 5       | 9       |
| 29      | ترينيداد وتوباغو (TRI) | 2     | 0    | 0       | 2       |
| 30      | الكويت (KUW)           | 1     | 2    | 1       | 4       |
| 30      | مينمار (BIR)           | 1     | 2    | 1       | 4       |
| 32      | كينيا (KEN)            | 1     | 1    | 1       | 3       |
| 33      | ألمانيا الشرقية (GDR)  | 0     | 3    | 0       | 3       |
| 34      | الهند (IND)            | 0     | 2    | 2       | 4       |
| 35      | لوكسمبورغ (LUX)        | 0     | 2    | 0       | 2       |
| 36      | الأردن (JOR)           | 0     | 1    | 2       | 3       |
| 37      | جزر البهاما (BAH)      | 0     | 1    | 1       | 2       |
| 38      | مصر (EGY)              | 0     | 0    | 4       | 4       |
| 39      | آيسلندا (ISL)          | 0     | 0    | 2       | 2       |
| 39      | البحرين (BRN)          | 0     | 0    | 2       | 2       |
| 39      | زيمبابوي (ZIM)         | 0     | 0    | 2       | 2       |
| المجموع | المجموع                | 443   | 431  | 387     | 1261    |

### أحداث الرجال
| حدث                       | الذهبية                                                                        | الفضية                                                                           | البرونزية                                 |
| ------------------------- | ------------------------------------------------------------------------------ | -------------------------------------------------------------------------------- | ----------------------------------------- |
| 20 م (ذراع) C2            | براين كيلي · كندا                                                              | إغناثيو خواريز دومينغيز · المكسيك                                                | مايك بوين · الولايات المتحدة              |
| 60 م C2                   | موغنس جستسن · الدنمارك                                                         | توم كوش · الولايات المتحدة                                                       | إدوين مور · بريطانيا العظمى               |
| 60 م C3                   | بير بومان · السويد                                                             | إريك كريست · ألمانيا الغربية                                                     | رينيه ريفيرا · الولايات المتحدة           |
| 60 م C6                   | كولين كي · بريطانيا العظمى                                                     | أندريه هافر · فرنسا                                                              | غوردون روبرتسون · بريطانيا العظمى         |
| 60 م L1                   | جون ويلش · بريطانيا العظمى                                                     | دوغ هاريس · الولايات المتحدة                                                     | توني وورلي · الولايات المتحدة             |
| 100 م 1أ                  | ج. ليويلين · الولايات المتحدة                                                  | راينر كوشال · سويسرا                                                             | هـ. لوبرينغ · ألمانيا الغربية             |
| 100 م 1ب                  | ليف هيدمان · السويد                                                            | بيتر شميد · سويسرا                                                               | تيري جيلرت · كندا                         |
| 100 م 1ج                  | إدواردو مونسالفر · المكسيك                                                     | دينو والين · الولايات المتحدة                                                    | ج. هايز · الولايات المتحدة                |
| 100 م 2                   | يوسبيو فالديز · المكسيك                                                        | ديفيد ماكفيرسون · أستراليا                                                       | خورخي لونا · المكسيك                      |
| 100 م 3                   | مارك دي فوس · بلجيكا                                                           | بول فان وينكل · بلجيكا                                                           | ج. جراسيانو · البرازيل                    |
| 100 متر 4                 | روبرت كورني · نيوزيلندا                                                        | هانز شرودر · ألمانيا الغربية                                                     | رون ماينور · كندا                         |
| 100 متر 5                 | د. باريت · الولايات المتحدة                                                    | فرانز نيتليسباخ · سويسرا                                                         | عادل سلطان · البحرين                      |
| 100 متر A1–3              | جيم مارتينسون · الولايات المتحدة                                               | كريس لينزو · الولايات المتحدة                                                    | جيري أورورك · جزيرة أيرلندا               |
| 100 متر A4                | كازيميرز سوخوكي · بولندا                                                       | يورغن يوهان · ألمانيا الغربية                                                    | جو ايغان · أستراليا                       |
| 100 متر A5                | ماتياس بيرغوتر · ألمانيا الغربية                                               | جيرزي شليزاك · بولندا                                                            | فيليكس أبيل · ألمانيا الغربية             |
| 100 م A6                  | هاري يوهيانن · فنلندا                                                          | إيرا رانكين · الولايات المتحدة                                                   | بيتر كيربي · أستراليا                     |
| 100 م B1                  | وينفورد هاينز · الولايات المتحدة                                               | إيفان بوردو · كندا                                                               | سودجمان ديبويديجو · هولندا                |
| 100 م B1                  | وينفورد هاينز · الولايات المتحدة                                               | إيفان بوردو · كندا                                                               | ستيفان بيدزينسكي · بولندا                 |
| 100 م B2                  | مارك ديفيز · أستراليا                                                          | كورت برال · النمسا                                                               | والتر كنورز · ألمانيا الغربية             |
| 100 م B3                  | بول سميث · الولايات المتحدة                                                    | لوسيان كيمون · فرنسا                                                             | يوشينوري شيمازو · اليابان                 |
| 100 م C4                  | روبرت إيستون · كندا                                                            | جان لويس جاناي · فرنسا                                                           | وايمون وير · الولايات المتحدة             |
| 100 م C5                  | جون ساكو · الولايات المتحدة                                                    | دين هول · الولايات المتحدة                                                       | مارك كيمب · الولايات المتحدة              |
| 100 م C7                  | هينريك ثومسن · الدنمارك                                                        | ميشيل بابت · فرنسا                                                               | ماريو ديبان · بلجيكا                      |
| 100 م C8                  | رينالدو جوزيه بريرا · البرتغال                                                 | أنطونيو كارلوس مارتينز · البرتغال                                                | فرانز هلوشك · النمسا                      |
| 100 م L2                  | سكوت شنايدر · الولايات المتحدة                                                 | باتريك دي أولدر · بلجيكا                                                         | غاري ستون · الولايات المتحدة              |
| 100 م L3                  | هيكان إريكسون · السويد                                                         | بيل لير · الولايات المتحدة                                                       | كيث وايلي · بريطانيا العظمى               |
| 100 م L5                  | ديريك نيكسون · بريطانيا العظمى                                                 | ماثياس بينجن · لوكسمبورغ                                                         |                                           |
| 100 م L6                  | رينو بيلتونين · فنلندا                                                         | بيتر ويليامز · بريطانيا العظمى                                                   | روبرت لاف · بريطانيا العظمى               |
| 200 م 1A                  | رينيه كوشال · سويسرا                                                           | بارت دودسون · الولايات المتحدة                                                   | ه. لوبيرينج · ألمانيا الغربية             |
| 200 م 1B                  | ج. ماتسون · السويد                                                             | بيتر شميد · سويسرا                                                               | ليف هيدمان · السويد                       |
| 200 م 1C                  | دينو والن · الولايات المتحدة                                                   | ألان دافتي · أستراليا                                                            | ج. هايز · الولايات المتحدة                |
| 200 م 2                   | خورخي لونا · المكسيك                                                           | بول كلارك · كندا                                                                 | ديفيد مكميلان · أستراليا                  |
| 200 م 3                   | مارك دي فوس · بلجيكا                                                           | بول فان وينكل · بلجيكا                                                           | ه. جانسون · السويد                        |
| 200 م 4                   | رون مينور · كندا                                                               | ريمي فان أوفيم · بلجيكا                                                          | هانز شرودر · ألمانيا الغربية              |
| 200 م 5                   | فرانز نيتليسباخ · سويسرا                                                       | د. باريت · الولايات المتحدة                                                      | توم فوران · الولايات المتحدة              |
| 200 م C2                  | موغنز جوستسن · الدنمارك                                                        | توم كوش · الولايات المتحدة                                                       | إدوين مور · بريطانيا العظمى               |
| 200 م C3                  | إيريك كريست · ألمانيا الغربية                                                  | بير بومان · السويد                                                               | ريتشارد سيمون · الولايات المتحدة          |
| 200 م C7                  | هنريك ثومسن · الدنمارك                                                         | ميشيل بابتي · فرنسا                                                              | هاوكور غونارسون · آيسلندا                 |
| 200 م C8                  | أنطونيو كارلوس مارتينز · البرتغال                                              | فرانز هلوشيك · النمسا                                                            | رينالدو خوسيه بيير · البرتغال             |
| 400 م 1A                  | راينر كوشال · سويسرا                                                           | ج. لويلين · الولايات المتحدة                                                     | هاينريش كوبرلي · ألمانيا الغربية          |
| 400 م 1B                  | ج. ماتسون · السويد                                                             | ن. يورغنسن · الولايات المتحدة                                                    | بيتر شميت · سويسرا                        |
| 400 م 1C                  | آلان دوفتى · أستراليا                                                          | د. جودمان · الولايات المتحدة                                                     | إدواردو مونسالڤو · المكسيك                |
| 400 م 2                   | مايك نوجنت · أستراليا                                                          | بول كلارك · كندا                                                                 | هاينز فري · سويسرا                        |
| 400 م 3                   | بول فان وينكل · بلجيكا                                                         | مارك دي ڤوس · بلجيكا                                                             | جريجور جولومبك · ألمانيا الغربية          |
| 400 م 4                   | رون مينور · كندا                                                               | راندي سنو · الولايات المتحدة                                                     | ريمي فان أوفيم · بلجيكا                   |
| 400 م 5                   | فرانز نيتليسباخ · سويسرا                                                       | د. باريت · الولايات المتحدة                                                      | توم فوران · الولايات المتحدة              |
| 400 متر A1–3              | كريس لينزو · الولايات المتحدة                                                  | جيري أورورك · جزيرة أيرلندا                                                      | جيم مارتنسون · الولايات المتحدة           |
| 400 متر A4                | كازيميرز سوشوكي · بولندا                                                       | ستيفن سارغوليا · أستراليا                                                        | يورغن يوهان · ألمانيا الغربية             |
| 400 متر A5                | جيرزي شليزاك · بولندا                                                          | ماتياس بيرغ · ألمانيا الغربية                                                    | سلوبودان أدزيتش · يوغوسلافيا              |
| 400 متر A6                | هاري ياوهيانين · فنلندا                                                        | جون واتسون · بريطانيا العظمى                                                     | بيتر كيربي · أستراليا                     |
| 400 متر B1                | وينفورد هاينز · الولايات المتحدة                                               | لونزي جينكينز · الولايات المتحدة                                                 | غراهام سالمون · بريطانيا العظمى           |
| 400 م B2                  | والتر كنورس · ألمانيا الغربية                                                  | ماتس ليندبلاد · السويد                                                           |                                           |
| 400 م B2                  | والتر كنورس · ألمانيا الغربية                                                  | رامون أودزاكوفيتش · يوغوسلافيا                                                   |                                           |
| 400 م B3                  | لوسيان كويموند · فرنسا                                                         | نويل تاتشر · بريطانيا العظمى                                                     | بول سميث · الولايات المتحدة               |
| 400 م C4                  | روبرت إيستون · كندا                                                            | جان لويس جانني · فرنسا                                                           | أنطوان ديلون · فرنسا                      |
| 400 م C6                  | كولين كي · بريطانيا العظمى                                                     | غوردون روبرتسون · بريطانيا العظمى                                                | أندريه هاڤارد · فرنسا                     |
| 400 م C7                  | رودي كوكمت · يوغوسلافيا                                                        | روبرت ميرنس · كندا                                                               | هاوكور غونارسون · آيسلندا                 |
| 400 م L2                  | باتريك دي يولدر · بلجيكا                                                       | سكوت شنايدر · الولايات المتحدة                                                   | غاري ستون · الولايات المتحدة              |
| 400 م L3                  | هيكان إريكسون · السويد                                                         | بيل لير · الولايات المتحدة                                                       | جون جرانت · بريطانيا العظمى               |
| 400 م L4                  | جون فيشر · بريطانيا العظمى                                                     |                                                                                  |                                           |
| 400 م L6                  | يوكو غريب · فنلندا                                                             | رينو بيلتونين · فنلندا                                                           | بيتر ويليامز · بريطانيا العظمى            |
| 800 م 1A                  | هاينريش كوبرلي · ألمانيا الغربية                                               | جاي لويلين · الولايات المتحدة                                                    | راينر كويشال · سويسرا                     |
| 800 م 1B                  | ج. ماتسون · السويد                                                             | بيتر شميت · سويسرا                                                               | ن. يورجنسن · الولايات المتحدة             |
| 800 م 1C                  | د. جودمان · الولايات المتحدة                                                   | إدواردو مونزالڤو · المكسيك                                                       | ألان دوفتي · أستراليا                     |
| 800 م 2                   | بول كلارك · كندا                                                               | هاينز فري · سويسرا                                                               | مايك نوجنت · أستراليا                     |
| 800 م 3                   | مارك دي ڤوس · بلجيكا                                                           | جريجور جلومبيك · ألمانيا                                                         | ج. رودولف · الولايات المتحدة              |
| 800 م 4                   | رون مينور · كندا                                                               | راندي سنو · الولايات المتحدة                                                     | بيتر تروتر · أستراليا                     |
| 800 م 5                   | فرانز نيتليسباخ · سويسرا                                                       | روبرت ماكنتاير · أستراليا                                                        | ميل فيتزجيرالد · كندا                     |
| 800 م A1–3                | مصطفى بديد · فرنسا                                                             | جيم مارتنسون · الولايات المتحدة                                                  | جيري أورورك · جزيرة أيرلندا               |
| 800 م B1                  | روبرت ماثيوز · بريطانيا العظمى                                                 | توفيري كيبوكا · النرويج                                                          | باتريك كيلي · جزيرة أيرلندا               |
| 800 م B2                  | فريدي ماتون · بلجيكا                                                           | رامون أودزاكوفيتش · يوغوسلافيا                                                   | سيكستن بيرنر · السويد                     |
| 800 م B3                  | جيمس براون · بريطانيا العظمى                                                   | ليامون ستانسيل · الولايات المتحدة                                                | فينتان أودونيل · جزيرة أيرلندا            |
| 800 م C4                  | روبرت إيستون · كندا                                                            | جان لويس جاني · فرنسا                                                            | جينو فينديتتي · كندا                      |
| 800 م C8                  | روبرت ميرنز · كندا                                                             | آري لهيتو · فنلندا                                                               | أنطونيو كارلوس مارتينز · البرتغال         |
| 800 م L3                  | هيكان إريكسون · السويد                                                         | بيل لير · الولايات المتحدة                                                       | جون جرانت · بريطانيا العظمى               |
| 1000 م كروس كانتري C6     | كولين كي · بريطانيا العظمى                                                     | توني هاربورن · السويد                                                            | سالفين فيكارا · الولايات المتحدة          |
| 1500 م كروس كانتري C7     | روبرت ميرنز · كندا                                                             | جاري جاردنر · بريطانيا العظمى                                                    | جون جانسن · هولندا                        |
| 1500 م عبر البلاد C8      | أنطونيو كارلوس مارتينز · البرتغال                                              | آري ليهتو · فنلندا                                                               | بول تايلور · بريطانيا العظمى              |
| 1500 م 2                  | هاينز فري · سويسرا                                                             | بول كلارك · كندا                                                                 | مايك نوجنت · أستراليا                     |
| 1500 م 3                  | بول فان وينكيل · بلجيكا                                                        | جريجور جولومبك · ألمانيا الغربية                                                 | أندريه فيجر · كندا                        |
| 1500 م 4                  | ريك هانسن · كندا                                                               | بيتر تروتر · أستراليا                                                            | راندي سنو · الولايات المتحدة              |
| 1500 م 5                  | فرانتس نيتليسباخ · سويسرا                                                      | ميل فيتزجيرالد · كندا                                                            | روبرت مكينتاير · أستراليا                 |
| 1500 م A5                 | كاتو زهل بيدرسن · النرويج                                                      | سلوبودان أديزيتش · يوغوسلافيا                                                    | أكسيل هيكر · ألمانيا الغربية              |
| 1500 م A6                 | هاري جاوهيانين · فنلندا                                                        | مايكل أوكالاغان · نيوزيلندا                                                      | جيوسيبي بيفان · إيطاليا                   |
| 1500 م B1                 | روبرت ماثيوس · بريطانيا العظمى                                                 | توفيري كيبوكا · النرويج                                                          | باتريك كيلي · جزيرة أيرلندا               |
| 1500 م B2                 | سيكستن بيرنر · السويد                                                          | سيرفر فوغليرود · النرويج                                                         | غونار تومسون · السويد                     |
| 1500 م B3                 | جيمس براون · بريطانيا العظمى                                                   | باتريك دي ريك · بلجيكا                                                           | ليامون ستانسيل · الولايات المتحدة         |
| 1500 متر فئة L6           | Jouko Grip · فنلندا                                                            | Peter Williams · بريطانيا العظمى                                                 | Robert Love · بريطانيا العظمى             |
| 5000 متر فئة 2            | هاينز فري · سويسرا                                                             | Paul Clark · كندا                                                                | Erwin Zemp · سويسرا                       |
| 5000 متر فئة 3            | Gregor Golombek · ألمانيا الغربية                                              | George Murray · الولايات المتحدة                                                 | J. Rodolf · الولايات المتحدة              |
| 5000 متر فئة 4            | بيتر تروتر · أستراليا                                                          | ريك هانسن · كندا                                                                 | Jean Francois Poitevin · فرنسا            |
| 5000 متر فئة 5            | Tom Foran · الولايات المتحدة                                                   | Mel Fitzgerald · كندا                                                            | Robert McIntyre · أستراليا                |
| 5000 م A5                 | Cato Zahl Pedersen · النرويج                                                   | Slobodan Adzic · يوغوسلافيا                                                      | Yekutiel Gershoni · إسرائيل               |
| 5000 م A6                 | Giuseppe Pavan · إيطاليا                                                       | Michael Ocallaghan · نيوزيلندا                                                   | Heikki Miettinen · فنلندا                 |
| 5000 م B1                 | Robert Matthews · بريطانيا العظمى                                              | Tofiri Kibuuka · النرويج                                                         | Joerund Gaasemyr · النرويج                |
| 5000 م B2                 | Gunnar Thomsson · السويد                                                       | Freddy Matton · بلجيكا                                                           | Terje Loevaas · النرويج                   |
| 5000 م B3                 | Leamon Stansell · الولايات المتحدة                                             | Neil Pearson · بريطانيا العظمى                                                   | Giulio Gusmeroli · إيطاليا                |
| ماراثون 1أ                | هاينريش كوبرلي · ألمانيا الغربية                                               |                                                                                  |                                           |
| ماراثون 1ب                | ج. ماتسون · السويد                                                             | بيتر شميد · سويسرا                                                               | رونان روني · جزيرة أيرلندا                |
| ماراثون 1ج                | ألان دافتي · أستراليا                                                          | دينو والين · الولايات المتحدة                                                    | إدواردو مونسالڤو · المكسيك                |
| ماراثون 2                 | هاينز فري · سويسرا                                                             | بول كلارك · كندا                                                                 | غراهام كوندون · نيوزيلندا                 |
| ماراثون 3                 | أندريه فيجر · كندا                                                             | جريجور جولومبك · ألمانيا الغربية                                                 | ر. سامبسون · كندا                         |
| ماراثون 4                 | ريك هانسن · كندا                                                               | جان فرانسوا بويتفين · فرنسا                                                      | رون ماينور · كندا                         |
| ماراثون 5                 | ميل فيتزجيرالد · كندا                                                          | ب. هيدريك · الولايات المتحدة                                                     | توم فوران · الولايات المتحدة              |
| تتابع 4 × 100 متر 1A–1C   | الولايات المتحدة (USA)                                                         | سويسرا (SUI) · فيرنر كايزر · راينر كوشل · بيتر شميت · إريك والتر                 | أستراليا (AUS)                            |
| تتابع 4 × 100 متر 2–5     | بلجيكا (BEL)                                                                   | الولايات المتحدة (USA)                                                           | السويد (SWE)                              |
| تتابع 4 × 100 متر A4–9    | أستراليا (AUS)                                                                 | بولندا (POL)                                                                     | الولايات المتحدة (USA)                    |
| 4 × 100 متر تتابع C4      | كندا (CAN)                                                                     | بريطانيا العظمى (GBR) · نورمان بيرنز · مايكل هيبكين · أنطوني هونور · بول ويليامز |                                           |
| 4 × 100 متر تتابع C7–8    | بريطانيا العظمى (GBR) · جاري جاردنر · دارين رابن · جيرارد مككونيل · بول تايلور | البرتغال (POR)                                                                   | جزيرة أيرلندا (IRL)                       |
| 4 × 200 متر تتابع 1A–1C   | كندا (CAN)                                                                     | أستراليا (AUS)                                                                   |                                           |
| 4 × 200 متر تتابع 2–5     | بلجيكا (BEL)                                                                   | كندا (CAN)                                                                       | ألمانيا الغربية (FRG)                     |
| 4 × 400 متر تتابع 2–5     | بلجيكا (BEL)                                                                   | كندا (CAN)                                                                       | أستراليا (AUS)                            |
| تتابع 4 × 400 متر A4–9    | بولندا (بولندا)                                                                | أستراليا (أستراليا)                                                              | النمسا (النمسا)                           |
| الوثب العالي A2           | أرنولد بولد · كندا                                                             | بيرت بوتيمان · هولندا                                                            |                                           |
| الوثب العالي A2           | أرنولد بولد · كندا                                                             | أنتوني ويليس · بريطانيا العظمى                                                   |                                           |
| الوثب العالي A3           | نجوي تين · مينمار                                                              | رونان تاينان · جزيرة أيرلندا                                                     |                                           |
| الوثب العالي A3           | نجوي تين · مينمار                                                              | جي أونغ · مينمار                                                                 |                                           |
| الوثب العالي A4           | روني ألسوب · الولايات المتحدة                                                  | جيمس هوغان · أستراليا                                                            |                                           |
| الوثب العالي A4           | روني ألسوب · الولايات المتحدة                                                  | كازيميرز سوتشكي · بولندا                                                         |                                           |
| الوثب العالي A5           | ماتيس بيرغ · ألمانيا الغربية                                                   | جيف تيسين · كندا                                                                 |                                           |
| الوثب العالي A5           | ماتيس بيرغ · ألمانيا الغربية                                                   | جيرزي شليزاك · بولندا                                                            |                                           |
| الوثب العالي A5           | ماتيس بيرغ · ألمانيا الغربية                                                   | رونالد ويست · بريطانيا العظمى                                                    |                                           |
| الوثب العالي A6           | مايكل مورلي · أستراليا                                                         | بريت هولكومب · أستراليا                                                          |                                           |
| الوثب العالي A6           | مايكل مورلي · أستراليا                                                         | بيتر لورنتس · المجر                                                              |                                           |
| الوثب العالي B1           | إيتالو ساكيتو · إيطاليا                                                        | ستيفان بيدزينسكي · بولندا                                                        | بيت كامينزند · سويسرا                     |
| الوثب العالي B2           | ستيفان ساس · فرنسا                                                             | رودي دي ميرسمان · بلجيكا                                                         | نوربرت أنتليتز · ألمانيا الغربية          |
| الوثب العالي B3           | يوسف أولاه · المجر                                                             | كلاوديو فوريستي · إيطاليا                                                        | جورج موريس · الولايات المتحدة             |
| الوثب العالي B3           | يوسف أولاه · المجر                                                             | كلاوديو فوريستي · إيطاليا                                                        | وارين لوتون · أستراليا                    |
| الوثب الطويل A2           | كيرود مكغريغور · أستراليا                                                      | هانس سانتشي · سويسرا                                                             | أنتوني ويليس · بريطانيا العظمى            |
| الوثب الطويل A3           | رونان تينان · جزيرة أيرلندا                                                    | نغوي تين · مينمار                                                                | غيي أونغ · مينمار                         |
| الوثب الطويل A4           | روني ألسوب · الولايات المتحدة                                                  | ستيفن سارجوليا · أستراليا                                                        | كازيميرز سوتشوكي · بولندا                 |
| الوثب الطويل A5           | جيرزي سزلاك · بولندا                                                           | جييبينغ تشنغ · الصين                                                             | فيليكس أبيل · ألمانيا الغربية             |
| الوثب الطويل A6           | بريت هولكومب · أستراليا                                                        | يان كراوز · بولندا                                                               | بيتر كيربي · أستراليا                     |
| الوثب الطويل B1           | إيفان بورودو · كندا                                                            | ستيفان بيدزينسكي · بولندا                                                        | أنطونيو ديلغادو · إسبانيا                 |
| الوثب الطويل B2           | مينيهو أوزاكي · اليابان                                                        |                                                                                  | والتر كنورس · ألمانيا الغربية             |
| الوثب الطويل B2           | آنتي بيهار · يوغوسلافيا                                                        |                                                                                  | والتر كنورس · ألمانيا الغربية             |
| الوثب الطويل B3           | بول سميث · الولايات المتحدة                                                    | زيجموند هيجهولتز · ألمانيا الشرقية                                               | جارلاند بوريس · الولايات المتحدة          |
| الوثب الطويل C7           | ماريو ديبان · بلجيكا                                                           | ميشيل بابتي · فرنسا                                                              | تيمو سولماري · فنلندا                     |
| الوثب الطويل C8           | ديفيد ماكنالي · جزيرة أيرلندا                                                  | فولفجانج فرينزيل · ألمانيا الغربية                                               | أنطونيو كارلوس مارتينز · البرتغال         |
| الوثب الثلاثي A5          | جيرزي شليزاك · بولندا                                                          | ستيفن موير · أستراليا                                                            |                                           |
| الوثب الثلاثي A6          | بريت هولكومب · أستراليا                                                        | أود لوفسيث · النرويج                                                             | مايكل مورلي · أستراليا                    |
| القفز الثلاثي B1          | سودجيمن ديبووديجو · هولندا                                                     | José Manuel Rodríguez · إسبانيا                                                  | بولي فيرتونين · فنلندا                    |
| القفز الثلاثي B2          | أنتي بيهار · يوغوسلافيا                                                        | مينيهو أوزاكي · اليابان                                                          | روبرت لاثام · بريطانيا العظمى             |
| القفز الثلاثي B3          | جارلاند بوريس · الولايات المتحدة                                               | بول سميث · الولايات المتحدة                                                      | بافيل يانوفيتش · بولندا                   |
| رمي الهراوة 1A            | بارت دودسون · الولايات المتحدة                                                 | فرانشيسكو دي لافوينتيس · المكسيك                                                 | إس. ويلكينز · الولايات المتحدة            |
| رمي الهراوة C2            | زيليكو ديريتا · يوغوسلافيا                                                     | Tom Leahy · جزيرة أيرلندا                                                        | إدوين مور · بريطانيا العظمى               |
| رمي الهراوة C3            | بريندان كريان · جزيرة أيرلندا                                                  | جون سيمبسون · بريطانيا العظمى                                                    | جو مولهل · جزيرة أيرلندا                  |
| رمي الهراوة C4            | نورمان بيرنز · بريطانيا العظمى                                                 | راجنار انوندسن · النرويج                                                         | ريني ريفيرا · الولايات المتحدة            |
| رمي الهراوة C5            | مايكل كويكيرت · ألمانيا الغربية                                                | بول مكجينتي · بريطانيا العظمى                                                    | إريك غرين · بريطانيا العظمى               |
| رمي الهراوة C6            | أنتوني جريفين · بريطانيا العظمى                                                | ستيفان كريجر · ألمانيا الغربية                                                   | مارفن روس · الولايات المتحدة              |
| رمي الهراوة L1            | لورتز إليفسان · النرويج                                                        | جون كرييدون · جزيرة أيرلندا                                                      | توم أوبراين · بريطانيا العظمى             |
| رمي القرص 1C              | سيغمار هينكر · ألمانيا الغربية                                                 | لويس كلاوديو بيريرا · البرازيل                                                   | ديفيد هايندز · نيوزيلندا                  |
| رمي القرص 2               | ماتس لافيبورن · السويد                                                         | ريتشارد توماشيفسكي · بولندا                                                      | جون تومي · جزيرة أيرلندا                  |
| رمي القرص 3               | ج. سامباغا · الولايات المتحدة                                                  | جافيث موسيوكي · كينيا                                                            | جون جرانت مالمين · النرويج                |
| رمي القرص 4               | تيري جيددي · أستراليا                                                          | ريمي فان أوبهم · بلجيكا                                                          | ل. كيلما · فنلندا                         |
| رمي القرص 5               | جون هاريس · بريطانيا العظمى                                                    | رودي فان دير أبيل · فرنسا                                                        | ياشيك كوالك · بولندا                      |
| رمي القرص 6               | نحمان وولف · إسرائيل                                                           | حاييم فلتر · إسرائيل                                                             | رايموند كلارك · السويد                    |
| رمي القرص A1              | ريتشارد جولد · الولايات المتحدة                                                | كلاوس ديتليف لانج · ألمانيا الغربية                                              | جون جيروم · الولايات المتحدة              |
| رمي القرص A2              | ديفيد باورز · الولايات المتحدة                                                 | كيرود مكجريجور · أستراليا                                                        | أندريه زميترويتش · بولندا                 |
| رمي القرص A3              | رونان تاينان · جزيرة أيرلندا                                                   | ستانيسواف ميلتشاريك · بولندا                                                     | بين تشاو · الصين                          |
| رمي القرص A4              | أنطوان أرشي · الولايات المتحدة                                                 | هانس جوزيفياك · ألمانيا الغربية                                                  | جيم مكالينهي · الولايات المتحدة           |
| رمي القرص A6–8            | دان ليونارد · كندا                                                             | رينوس دي مور · هولندا                                                            | هاري يويهياينن · فنلندا                   |
| رمي القرص A9              | روبرت هوسكينز · الولايات المتحدة                                               | فيليب سادلر · بريطانيا العظمى                                                    | يان بوتشاك · بولندا                       |
| رمي القرص B1              | ليروي فرانكس · الولايات المتحدة                                                | بيكا كويال · فنلندا                                                              | ديتر جروندمن · ألمانيا الغربية            |
| رمي القرص B2              | تود هودجين · الولايات المتحدة                                                  | جيمس ماسترو · الولايات المتحدة                                                   | مينيهو أوزاكي · اليابان                   |
| رمي القرص C3              | مارتن فراي · سويسرا                                                            | جون سيمبسون · بريطانيا العظمى                                                    | جيسون بيسلي · بريطانيا العظمى             |
| رمي القرص C4              | راغنار أنوندسن · النرويج                                                       | إريك أوينز · الولايات المتحدة                                                    | أنطوان ديلون · فرنسا                      |
| رمي القرص C5              | جيوفاني لو جاكونو · إيطاليا                                                    | روبرت جوردون · الولايات المتحدة                                                  | مانفريد أتيندر · النمسا                   |
| رمي القرص C6              | أليكس هيرمانز · بلجيكا                                                         | والتر بات · كندا                                                                 | راينهارد كروجر · ألمانيا الغربية          |
| رمي القرص C7              | بيورن تانجن · النرويج                                                          | تيمو سولماري · فنلندا                                                            | سفين هانسون · السويد                      |
| رمي القرص C8              | توم بيك · الولايات المتحدة                                                     | جيرارد ماكونيل · بريطانيا العظمى                                                 | دينيس سيفيني · كندا                       |
| رمي القرص L1              | لورتز إيلفسين · النرويج                                                        | توم أوبراين · بريطانيا العظمى                                                    | توني وورلي · الولايات المتحدة             |
| رمي القرص L2              | روبرت تي · بريطانيا العظمى                                                     | تيبور سزابو · المجر                                                              | سكوت شنيدر · الولايات المتحدة             |
| رمي القرص L3              | إريك بيرس · بريطانيا العظمى                                                    | بيتر سورينسن · السويد                                                            | ألفريدو مارتين · إسبانيا                  |
| رمي القرص L4              | روبرت لوي · بريطانيا العظمى                                                    | شون غراهام · الولايات المتحدة                                                    |                                           |
| رمي القرص L5              | ريتشارد شولي · ألمانيا الغربية                                                 | ولفغانغ ماير · ألمانيا الغربية                                                   | لاجوس نيين · المجر                        |
| رمي القرص L6              | كيفن ماكغي · بريطانيا العظمى                                                   | ديريك نيكسون · بريطانيا العظمى                                                   | جوجيندر سينغ بيدي · الهند                 |
| رمي المسافة C1            | ويليام جونستون · جزيرة أيرلندا                                                 | كلود بروفيت · الولايات المتحدة                                                   | ديفيد بيرس · بريطانيا العظمى              |
| رمي المسافة C2            | أري يونكاري · فنلندا                                                           | توم كوش · الولايات المتحدة                                                       | رايموند إيكشتاين · ألمانيا الغربية        |
| رمي الرمح 1B              | دوغلاس هير · الولايات المتحدة                                                  | ب. شميدت · ألمانيا الغربية                                                       | س. فايس · فرنسا                           |
| رمي الرمح 1C              | لويس كلاوديو بيريرا · البرازيل                                                 | كريستوف إتزستورفر · النمسا                                                       | غونتر سبيرس · ألمانيا الغربية             |
| رمي الرمح 2               | ماتس لافيبورن · السويد                                                         | جي. ليفستون · هولندا                                                             | هيرمان نورتمن · ألمانيا الغربية           |
| رمي الرمح 3               | ماريان بيترنيلج · يوغوسلافيا                                                   | جي. سامباجا · الولايات المتحدة                                                   | جون جرانت مالمين · النرويج                |
| رمي الرمح 4               | يوهان شوباور · ألمانيا الغربية                                                 | ليزلي جونز · بريطانيا العظمى                                                     | والتر فالر · النمسا                       |
| رمي الرمح 5               | ياسيك كوفاليك · بولندا                                                         | م. دي ماير · بلجيكا                                                              | ك. القطم · البحرين                        |
| رمي الرمح 6               | رايموند كلارك · السويد                                                         | ناحمان وولف · إسرائيل                                                            | حاييم فلايتر · إسرائيل                    |
| رمي الرمح A1              | جون جيروم · الولايات المتحدة                                                   | والتر تسييرل · النمسا                                                            | ريتشارد براينت · الولايات المتحدة         |
| رمي الرمح A2              | كيرود مكجريجور · أستراليا                                                      | جوس فان دير دونك · هولندا                                                        | ليون سور · فرنسا                          |
| رمي الرمح A3              | هوبرت بيرشجنز · ألمانيا الغربية                                                | ستانيسلاف ميلتشاريك · بولندا                                                     | بيتر بارنز · بريطانيا العظمى              |
| رمي الرمح A4              | أنتوان آرتشي · الولايات المتحدة                                                | دونالد دان · أستراليا                                                            | جيلبرت بلانزر · النمسا                    |
| رمي الرمح A6–8            | هارالد روث · النمسا                                                            | دان ليونارد · كندا                                                               | رينوس دي مور · هولندا                     |
| رمي الرمح A9              | يان بوتشاك · بولندا                                                            | فيليب سادلر · بريطانيا العظمى                                                    | روبرت هوسكينز · الولايات المتحدة          |
| رمي الرمح B1              | تيرجي هانسن · النرويج                                                          | ميروسلاف يانتشيتش · يوغوسلافيا                                                   | ويليام فينيسي · الولايات المتحدة          |
| رمي الرمح B2              | تيمو سوليسالو · فنلندا                                                         | ريني جاكسون · الولايات المتحدة                                                   | كالي هاوتالاهتي · فنلندا                  |
| رمي الرمح B3              | رايمو هيكينين · فنلندا                                                         | غابور تسوث · المجر                                                               | لوسيانه كيموند · فرنسا                    |
| رمي الرمح C3              | مارتن فري · سويسرا                                                             | جون سيمبسون · بريطانيا العظمى                                                    | جو مال هول · جزيرة أيرلندا                |
| رمي الرمح C4              | نورمان بيرنز · بريطانيا العظمى                                                 | مونس سكجلفيك · النرويج                                                           | مارتين كوستيلو · جزيرة أيرلندا            |
| رمي الرمح C5              | مايكل كويكرت · ألمانيا الغربية                                                 | مانفريد أتيندر · النمسا                                                          | ليونيل كرييف · بلجيكا                     |
| رمي الرمح C6              | أنتوني جريفين · بريطانيا العظمى                                                | ستيفان كريجر · ألمانيا الغربية                                                   | رينهارد كروجر · ألمانيا الغربية           |
| رمي الرمح C7              | بيورن تانجن · النرويج                                                          | سفين هانسون · السويد                                                             | ميشيل بابت · فرنسا                        |
| رمي الرمح C8              | توم بيك · الولايات المتحدة                                                     | فرانس هلوزك · النمسا                                                             | جيرت بستبرويرتجي · هولندا                 |
| رمي الرمح L3              | ألفريدو مارتين · إسبانيا                                                       | بيتر سورينسن · السويد                                                            | إيريك بيرس · بريطانيا العظمى              |
| رمي الرمح L5              | فولفغانغ ماير · ألمانيا                                                        | ماتياس بينجن · لوكسمبورغ                                                         | لاجوس نيين · المجر                        |
| رمي الرمح L6              | ديريك نيكسون · بريطانيا العظمى                                                 | بهمراؤ كيساركار · الهند                                                          | جوغيندر سينغ بيدي · الهند                 |
| رمي الدقة C1              | هنريك يورغنسن · الدنمارك                                                       | ويليام جونستون · جزيرة أيرلندا                                                   | تيد جادج · الولايات المتحدة               |
| رمي الجلة 1A              | إدوند فيبر · ألمانيا                                                           | س. ويلكنس · الولايات المتحدة                                                     | هاينريش كويبرلي · ألمانيا                 |
| رمي الجلة 1B              | دوغلاس هير · الولايات المتحدة                                                  | جون دوناهو · كندا                                                                | بوب شميت · كندا                           |
| رمي الجلة 1C              | لويس كلاوديو بيريرا · البرازيل                                                 | زيجمار هنكر · ألمانيا الغربية                                                    | غونتر سبايس · ألمانيا الغربية             |
| رمي الجلة 2               | ماتس لافيبورن · السويد                                                         | كيفان ماكنيكولاس · بريطانيا العظمى                                               | ريتشارد توماشيفسكي · بولندا               |
| رمي الجلة 3               | جابيث موسيوكي · كينيا                                                          | جون جرانت مالمين · النرويج                                                       | مارجان بيترنيلج · يوغوسلافيا              |
| رمي الجلة 4               | جاك مارتين · كندا                                                              | ج. زاجاك · الولايات المتحدة                                                      | ليزلي جونز · بريطانيا العظمى              |
| رمي الجلة 5               | Jacek Kowalik · بولندا                                                         | Rudi van der Abbeele · فرنسا                                                     | A. S. Adel · مصر                          |
| رمي الجلة 6               | Nachman Wolf · إسرائيل                                                         | Raymond Clark · السويد                                                           | Chaim Fliter · إسرائيل                    |
| رمي الجلة A1              | Peter Falkenhain · ألمانيا الغربية                                             | John Jerome · الولايات المتحدة                                                   | John Belanger · كندا                      |
| رمي الجلة A2              | Andrzej Zmitrowicz · بولندا                                                    | Rudolf Gandler · النمسا                                                          | Isschar Navon · إسرائيل                   |
| رمي الجلة A3              | Ronan Tynan · جزيرة أيرلندا                                                    | Hubert Berschgens · ألمانيا الغربية                                              | Peter Palubicki · كندا                    |
| دفع الجلة فئة A4          | هانز جوزيفياك · ألمانيا الغربية                                                | زين يو ياو · الصين                                                               | جيم مكلهيني · الولايات المتحدة            |
| دفع الجلة فئة A6–8        | ألويس بيز · ألمانيا الغربية                                                    | دان ليونارد · كندا                                                               | آتي كاريكينين · فنلندا                    |
| دفع الجلة فئة A9          | روبرت هوسكينز · الولايات المتحدة                                               | يان بوتشاك · بولندا                                                              | بيتر كيويغ · النمسا                       |
| دفع الجلة فئة B1          | جيمس نيبل · الولايات المتحدة                                                   | ديتر جروند مان · ألمانيا الغربية                                                 |                                           |
| دفع الجلة فئة B1          | جيمس نيبل · الولايات المتحدة                                                   | يان بنجستون · النرويج                                                            |                                           |
| دفع الجلة فئة B2          | جيمس ماسترو · الولايات المتحدة                                                 | تود هودجين · الولايات المتحدة                                                    | كالي هاوتالاهتي · فنلندا                  |
| رمي الجلة B3              | جوستا كارلسون · السويد                                                         | كيفين سزوت · الولايات المتحدة                                                    | كاري لوسوا · فنلندا                       |
| رمي الجلة C2              | توم ليهي · جزيرة أيرلندا                                                       | زيلكو ديريتا · يوغوسلافيا                                                        | ستيفن فاردن · بريطانيا العظمى             |
| رمي الجلة C3              | مارتن فراي · سويسرا                                                            | جون سيمبسون · بريطانيا العظمى                                                    | جو مولهل · جزيرة أيرلندا                  |
| رمي الجلة C4              | أنتوان ديلون · فرنسا                                                           | مونز سكيلفيك · النرويج                                                           | غلين ويتفورد · كندا                       |
| رمي الجلة C5              | مانفريد أتيندر · النمسا                                                        | جيوفاني لو جاكونو · إيطاليا                                                      | روبرت جوردون · الولايات المتحدة           |
| دفع الجلة C6              | أليكس هيرمانز · بلجيكا                                                         | رينهارد كروجر · ألمانيا الغربية                                                  | بيل هونسبرجر · الولايات المتحدة           |
| دفع الجلة C7              | فرانيو إيزلاكار · يوغوسلافيا                                                   | سفين هانسون · السويد                                                             | تيمو سولماري · فنلندا                     |
| دفع الجلة C8              | توم بيك · الولايات المتحدة                                                     | دينيس سيفيني · كندا                                                              | بول تايلور · بريطانيا العظمى              |
| دفع الجلة L1              | توم أوبراين · بريطانيا العظمى                                                  | توني وورلي · الولايات المتحدة                                                    | لوريتز إلفسن · النرويج                    |
| دفع الجلة L2              | تيبور سزابو · المجر                                                            | روبرت تي · بريطانيا العظمى                                                       | فرانسيس جونوكي · جزيرة أيرلندا            |
| دفع الجلة L3              | بيتر سورنسن · السويد                                                           | إريك بيرس · بريطانيا العظمى                                                      | ألفريدو مارتينز · إسبانيا                 |
| دفع الجلة L4              | روبرت لوو · بريطانيا العظمى                                                    | شون غراهام · الولايات المتحدة                                                    |                                           |
| دفع الجلة L5              | فولفغانغ ماير · ألمانيا الغربية                                                | ريتشارد شوله · ألمانيا الغربية                                                   | كريستوفر مككوين · بريطانيا العظمى         |
| دفع الجلة L6              | باري أنطونيو · بريطانيا العظمى                                                 | جوغيندر سينغ بيدي · الهند                                                        | ديريك نيكسون · بريطانيا العظمى            |
| دفع الكرة الطبية C2       | توم كوش · الولايات المتحدة                                                     | جيراردو لوبيز روساس · المكسيك                                                    | ديفيد بولاند · جزيرة أيرلندا              |
| ملك المستقيم - 100 م 1A–6 | مارك دي فوس · بلجيكا                                                           | دي. باريت · الولايات المتحدة                                                     | روبرت كورتني · نيوزيلندا                  |
| سلالوم (ساق) C2           | توم كوش · الولايات المتحدة                                                     | موغنس جستسن · الدنمارك                                                           | كين توماس · كندا                          |
| سلالوم 1A                 | باولو داغوستيني · إيطاليا                                                      | فرانشيسكو دي لاس فوينتس · المكسيك                                                | سيباستيان دي فرانشيسكو · الولايات المتحدة |
| سلالوم 1B                 | أكيهيكو أونوديرا · اليابان                                                     | سي. وايس · فرنسا                                                                 | مايكل كوين · أستراليا                     |
| سلالوم 1C                 | دي. ميلر · نيوزيلندا                                                           | تي. ساكوراى · اليابان                                                            | ر. زيهر · ألمانيا الغربية                 |
| التعرج 2                  | هيرمان نورتمان · ألمانيا الغربية                                               | موتوهارو ماتسوأو · اليابان                                                       | غراهام كوندون · نيوزيلندا                 |
| التعرج 3                  | ن. أوغاوا · اليابان                                                            | كريس ستودارد · كندا                                                              | بول فان وينكل · بلجيكا                    |
| التعرج 4                  | ماسانوري ناكامورا · اليابان                                                    | رولف يوهانسون · السويد                                                           | رودي سومر · سويسرا                        |
| التعرج 5                  | فرانز نيتليسباخ · سويسرا                                                       | جون فيديريكو · أستراليا                                                          | ك. ناكاهاشي · اليابان                     |
| التعرج C1                 | هينريك يورغنسن · الدنمارك                                                      | تيد جادج · الولايات المتحدة                                                      | تيري هدسون · بريطانيا العظمى              |
| التعرج C2                 | ديرموت والش · جزيرة أيرلندا                                                    | مايك بوين · الولايات المتحدة                                                     | بريان كيلي · كندا                         |
| التعرج C3                 | رون موليس · الولايات المتحدة                                                   | رينيه ريفيرا · الولايات المتحدة                                                  | جيسون بيزلي · بريطانيا العظمى             |
| التعرج C4                 | إريك أوينز · الولايات المتحدة                                                  | روبرت إيستون · كندا                                                              | نورمان بيرنز · بريطانيا العظمى            |
| الخماسي 1A                | بارت دودسون · الولايات المتحدة                                                 | هاينريش كويبيرلي · ألمانيا الغربية                                               | هـ. لوبيرينغ · ألمانيا الغربية            |
| الخماسي 1B                | بـ. شميت · ألمانيا الغربية                                                     | دوغلاس هير · الولايات المتحدة                                                    | كـ. فايس · فرنسا                          |
| البنتاثلون 1C             | زيغمور هنكر · ألمانيا الغربية                                                  | لويس كلاوديو بيريرا · البرازيل                                                   | د. والن · الولايات المتحدة                |
| البنتاثلون 2              | ماتس لافبورن · السويد                                                          | هيرمان نورتمان · ألمانيا الغربية                                                 | ماتي لينونن · فنلندا                      |
| البنتاثلون 3              | جين جرانت مالمين · النرويج                                                     | كورنيلو نونيز · المكسيك                                                          | هـ. كولزر · ألمانيا الغربية               |
| البنتاثلون 4              | ريمي فان أوفيم · بلجيكا                                                        | فالتر فالير · النمسا                                                             | ج. زاجاك · الولايات المتحدة               |
| البنتاثلون 5              | رودي فان دير آبيل · فرنسا                                                      | م. دي ماير · بلجيكا                                                              | يوجين ويبرلي · ألمانيا الغربية            |
| خماسي 6                   | ريموند كلارك · السويد                                                          | ناشمان وولف · إسرائيل                                                            | أ. بيريز · المكسيك                        |
| خماسي B1                  | ميروسلاف جانسيك · يوغوسلافيا                                                   | لازلو نيميث · المجر                                                              | سفين أندرسن · النرويج                     |
| خماسي B2                  | مارك ديفيز · أستراليا                                                          | رودي دي ميرسمان · بلجيكا                                                         | زبيغنييف دوزيكوسكي · بولندا               |
| خماسي B3                  | ميرل وايتلي · بريطانيا العظمى                                                  | زيغموند هيغهولز · ألمانيا الشرقية                                                | غارلاند بوريس · الولايات المتحدة          |

### أحداث السيدات
| حدث                          | الذهبية                                       | الفضية                                        | البرونزية                                                                               |
| ---------------------------- | --------------------------------------------- | --------------------------------------------- | --------------------------------------------------------------------------------------- |
| 20 م (ذراع) C2               | نانسي أندرسون · الولايات المتحدة              | أورسولا بيبيرريك · ألمانيا الغربية            | فاليري سميث · بريطانيا العظمى                                                           |
| 60 م A1–3                    | يولاندا باركر · الولايات المتحدة              | فالين ديكوند · فرنسا                          | ميلودي ويليامسون · الولايات المتحدة                                                     |
| 60 م C2                      | لورا ميسياغنا · كندا                          | تيري فاينشتاين · الولايات المتحدة             | ماريا هيلينا مارتينز · البرتغال                                                         |
| 60 م C3                      | آيلين هاربر · بريطانيا العظمى                 | أنس باووميستر · هولندا                        | إليزابيث فليمنج · الولايات المتحدة                                                      |
| 60 م C6                      | لورين شارترز · بريطانيا العظمى                | أماندا كيفين · بريطانيا العظمى                | مارسيا مالسار · البرازيل                                                                |
| 100 م 1A                     | مارثا غوستافسون · كندا                        | م. فيراز · البرازيل                           | ك. هولم · الولايات المتحدة                                                              |
| 100 م 1B                     | ج. مورا · الولايات المتحدة                    | ب. ديليفاك · فرنسا                            | عيدة ششاني · الأردن                                                                     |
| 100 م 1C                     | ثام سيمبسون · كندا                            | غريغوريا غوتيريز · المكسيك                    |                                                                                         |
| 100 م 2                      | إنغريد لاوريدسن · الدنمارك                    | غلي لايفورد · الولايات المتحدة                | ب. مور · الولايات المتحدة                                                               |
| 100 م 3                      | ديبي كوستيليك · كندا                          | س. هادفيلد · نيوزيلندا                        | سابرينا بوليري · إيطاليا                                                                |
| 100 م 4                      | مونيكا ساكر · السويد                          | ميلينا بالسامو · إيطاليا                      | ليليا هاراسيمشوك · بولندا                                                               |
| 100 م 5                      | مارتين بريور · فرنسا                          | أ. أورففرس · السويد                           | خوانا سوتو · المكسيك                                                                    |
| 100 م A4                     | راينهيلد مولر · ألمانيا الغربية               | كارين فارمر · الولايات المتحدة                | آن فاريل · كندا                                                                         |
| 100 م A6                     | بيتا بودلمير · ألمانيا الغربية                | باربرا جوسلين · بريطانيا العظمى               | بايفي كونستو · فنلندا                                                                   |
| 100 م B1                     | بوريفيكاسيون سانتامارتا · إسبانيا             | لوري بينيت · الولايات المتحدة                 | جوك فان رايسويك · هولندا                                                                |
| 100 م B2                     | مالغورزاتا زالينسكا · بولندا                  | أنليز هيرماني · البرازيل                      | يالي بينغ · الصين                                                                       |
| 100 م B3                     | بيث بيشوب · الولايات المتحدة                  | جيهونغ جاو · الصين                            | كارمن ديل ماركيز · المكسيك                                                              |
| 100 م C4                     | ميريا ياروا · السويد                          | كيمالا سيرسي · الولايات المتحدة               | سوزان ستيفنسون · بريطانيا العظمى                                                        |
| 100 م C5                     | كاثي كيسلر · الولايات المتحدة                 | إيرين لاروشل · كندا                           | ساندي مورغان · كندا                                                                     |
| 100 م C7                     | زيتا أندري · سويسرا                           | فيرونيك روكيت · فرنسا                         | تيريزا وارد · جزيرة أيرلندا                                                             |
| 100 م C8                     | توشيكو كوباياشي · اليابان                     | ديبورا هيرن · الولايات المتحدة                |                                                                                         |
| 100 م L2                     | ويلما لوري · بريطانيا العظمى                  | تيري ديكسون · الولايات المتحدة                |                                                                                         |
| 100 م L3                     | تويانا كالدويل · الولايات المتحدة             |                                               |                                                                                         |
| 200 م 1A                     | مارثا غوستافسون · كندا                        | م. فيراز · البرازيل                           | ك. هولم · الولايات المتحدة                                                              |
| 200 م 1B                     | ج. مورا · الولايات المتحدة                    | ب. دلفاك · فرنسا                              | عايدة ششاني · الأردن                                                                    |
| 200 م 1C                     | ثام سيمبسون · كندا                            | غريغوريا غوتييريز · المكسيك                   | جودي زلمان · كندا                                                                       |
| 200 م 2                      | إنغريد لوريدسن · الدنمارك                     | دورا غارسيا · المكسيك                         | ب. مور · الولايات المتحدة                                                               |
| 200 م 3                      | س. هادفيلد · نيوزيلندا                        | ديبي كوستيليك · كندا                          | ج. باير · ألمانيا الغربية                                                               |
| 200 م 4                      | مونيكا ساكر · السويد                          | كوني هانسن · الدنمارك                         | كريس دي كراين · بلجيكا                                                                  |
| 200 متر 5                    | أ. أورففورس · السويد                          | أ. إيرتي · كندا                               | مارتين بريور · فرنسا                                                                    |
| 200 متر A1–3                 | يولاندا باركر · الولايات المتحدة              | فالين ديكوند · فرنسا                          | ميلودي ويليامسون · الولايات المتحدة                                                     |
| 200 متر C2                   | لورا ميسيانيا · كندا                          | تيري فاينشتاين · الولايات المتحدة             | أنجيلا ديفيس · الولايات المتحدة                                                         |
| 200 متر C3                   | أنس بومستير · هولندا                          | إليزابيث فليمنغ · الولايات المتحدة            | إيلين هويت · كندا                                                                       |
| 200 متر C6                   | مارسيا مالسار · البرازيل                      | أماندا كيفين · بريطانيا العظمى                | لورين تشارترز · بريطانيا العظمى                                                         |
| 200 م C7                     | فيرونيك روشيت · فرنسا                         | تيريزا وارد · جزيرة أيرلندا                   | أنيت سايجر · ألمانيا الغربية                                                            |
| 200 م C8                     | بريندا وودكوك · بريطانيا العظمى               | توشيكو كوباياشي · اليابان                     |                                                                                         |
| 400 م 1A                     | مارثا غوستافسون · كندا                        | م. فيراز · البرازيل                           | ك. هولم · الولايات المتحدة                                                              |
| 400 م 1B                     | ج. مورا · الولايات المتحدة                    | ب. ديلفك · فرنسا                              |                                                                                         |
| 400 م 1C                     | ثام سيمبسون · كندا                            | جريجوريا جوتيريز · المكسيك                    | جودي زلمان · كندا                                                                       |
| 400 م 2                      | إنغريد لاوريدسن · الدنمارك                    | ب. مور · الولايات المتحدة                     | غلي لايفورد · الولايات المتحدة                                                          |
| 400 م 3                      | ديبي كوستليك · كندا                           | ج. باير · ألمانيا الغربية                     | أنخيليس فالدز · المكسيك                                                                 |
| 400 م 4                      | مونيكا ساكر · السويد                          | كريس دي كرين · بلجيكا                         | كوني هانسن · الدنمارك                                                                   |
| 400 م 5                      | أ. أورفيغورس · السويد                         | أنجيلا ليريتي · كندا                          | مارتين بريور · فرنسا                                                                    |
| 400 م A4                     | راينهيلد مولر · ألمانيا الغربية               | كارين فارمر · الولايات المتحدة                | آن فاريل · كندا                                                                         |
| 400 متر B1                   | بوريفيكاسيون سانتامارتا · إسبانيا             | ريفيجا أوكيتش · يوغوسلافيا                    | روسيللا إينفيرني · إيطاليا                                                              |
| 400 متر B2                   | كارول كار · جزيرة أيرلندا                     | مالجورزاتا زالينسكا · بولندا                  | إيمانويلا جريجيو · إيطاليا                                                              |
| 400 متر B3                   | بيث بيشوب · الولايات المتحدة                  | هالينا وزنياك · بولندا                        | جيهونغ تشاو · الصين                                                                     |
| 400 متر C4                   | ميرجا جارو · السويد                           | كيمالا سيرسي · الولايات المتحدة               | كاثي براون · الولايات المتحدة                                                           |
| 400 متر C7                   | أنيت سيغر · ألمانيا الغربية                   | فيرونيك روشيه · فرنسا                         | سوزان شميد · ألمانيا الغربية                                                            |
| 400 م C8                     | بريندا وودكوك · بريطانيا العظمى               | هينريكه نولر · ألمانيا الغربية                | توشيكو كوباياشي · اليابان                                                               |
| 400 م L2                     | ويلما لاوري · بريطانيا العظمى                 | تيري ديكسون · الولايات المتحدة                |                                                                                         |
| 800 م 1A                     | مارثا غوستافسون · كندا                        | م. فيراز · البرازيل                           | ك. هولم · الولايات المتحدة                                                              |
| 800 م 1C                     | ثام سيمبسون · كندا                            | ج. مورا · الولايات المتحدة                    | غريغوريا غوتييريز · المكسيك                                                             |
| 800 م 2                      | إنغريد لوريدسن · الدنمارك                     | جاين شيف · الولايات المتحدة                   | ب. مور · الولايات المتحدة                                                               |
| 800 م 3                      | جي. باير · ألمانيا الغربية                    | بيرناديت ميليغر · سويسرا                      | يي. إم. وونغ · هونغ كونغ                                                                |
| 800 م 4                      | مونيكا ساكر · السويد                          | دي. راكيكي · كندا                             | إس. نورمان · الولايات المتحدة                                                           |
| 800 م 5                      | أنجيلا ليرتي · كندا                           | أ. أورفورس · السويد                           | آنا بياتريز سيسنيروس · المكسيك                                                          |
| 800 م أ6                     | جوليا سكارليت · بريطانيا العظمى               | كريستيل دونيز · فرنسا                         |                                                                                         |
| 800 م ب1                     | لوري بينيت · الولايات المتحدة                 | روسيللا إنفرني · إيطاليا                      | جابرييل روسماير · ألمانيا الغربية                                                       |
| 800 متر B2                   | مالجورزاتا زالينسكا · بولندا                  | إيمانويللا جريجيو · إيطاليا                   | أنليس هيرماني · البرازيل                                                                |
| 800 متر B3                   | واندا واتس · الولايات المتحدة                 | هالينا فوزنياك · بولندا                       | أجنيسه جريجيو · إيطاليا                                                                 |
| 800 متر C4                   | ميرجا ياروآ · السويد                          | كيمالا سيرسي · الولايات المتحدة               | كاثي براون · الولايات المتحدة                                                           |
| 1000 متر عبر البلاد C6       | مورنا كلونان · جزيرة أيرلندا                  | مارسيا مالسار · البرازيل                      | كاترين ميتز · ألمانيا الغربية                                                           |
| 1000 متر عبر البلاد C7       | سوزان موتشا · الولايات المتحدة                | سوزان شميد · ألمانيا الغربية                  | ماريا ألبرتينه كابرال · البرتغال                                                        |
| 1000 متر عبر الضاحية C8      | بريندا وودكوك · بريطانيا العظمى               | آن ماري روبرتس · الولايات المتحدة             | ديبورا هيرن · الولايات المتحدة                                                          |
| 1500 متر 2                   | إنغريد لوريدسن · الدنمارك                     | بي. مور · الولايات المتحدة                    | غلي ليفورد · الولايات المتحدة                                                           |
| 1500 متر 3                   | يي إل. موي · هونغ كونغ                        | جي. باير · ألمانيا الغربية                    | واي إم. وونغ · هونغ كونغ                                                                |
| 1500 متر 4                   | مونيكا ساكر · السويد                          | كوني هانسن · الدنمارك                         | إس. نورمان · الولايات المتحدة                                                           |
| 1500 متر 5                   | أنجيلا ليريتي · كندا                          | إيه. أورففورس · السويد                        | خوانا سوتو · المكسيك                                                                    |
| 1500 م ب1                    | مارغريت هيغر · النمسا                         | شيري هيرد · كندا                              | سوزان ويتجي · ألمانيا الغربية                                                           |
| 1500 م ب2                    | كريستين نيكولاس · كندا                        | كارول كار · جزيرة أيرلندا                     | مالغورزاتا زالينسكا · بولندا                                                            |
| 1500 م ب3                    | هالينا ووزنياك · بولندا                       | نورا جود · كندا                               | واندا واتس · الولايات المتحدة                                                           |
| 3000 م ب1                    | شيري هيرد · كندا                              | مارغريت هيغر · النمسا                         | برو-آن رينالدز · أستراليا                                                               |
| 3000 م ب2                    | كريستين نيكولاس · كندا                        | مالغورزاتا زالينسكا · بولندا                  | ماريا سيررات · الولايات المتحدة                                                         |
| 3000 م ب3                    | نورا جود · كندا                               | هالينا فوزنياك · بولندا                       | كيم أومباخ · كندا                                                                       |
| 5000 م 2                     | إنغريد لوريدسن · الدنمارك                     | ب. مور · الولايات المتحدة                     | جاين شيف · الولايات المتحدة                                                             |
| 5000 م 3                     | ج. باير · ألمانيا الغربية                     | و. م. وونغ · هونغ كونغ                        | ي. ل. موي · هونغ كونغ                                                                   |
| 5000 م 4                     | س. نورمان · الولايات المتحدة                  | كوني هانسن · الدنمارك                         | جان راندلز · أستراليا                                                                   |
| 5000 م 5                     | أنجيلا ليرتي · كندا                           | خوانا سوتو · المكسيك                          | ي. وونغ · هونغ كونغ                                                                     |
| ماراثون 2                    | جاين شيف · الولايات المتحدة                   | باتريشيا هيل · نيوزيلندا                      | دورا غارسيا · المكسيك                                                                   |
| ماراثون 3                    | جي. باير · ألمانيا الغربية                    | جولي راسل · أستراليا                          | دي. سميث · بريطانيا العظمى                                                              |
| ماراثون 4                    | جان راندلز · أستراليا                         | كي ماكشين · جزيرة أيرلندا                     | إس. نورمان · الولايات المتحدة                                                           |
| ماراثون 5                    | خوانا سوتو · المكسيك                          | إيسبيرانزا بلمونت · المكسيك                   |                                                                                         |
| 4 × 100 متر تتابع 2–5        | كندا (كندا)                                   | الولايات المتحدة (الولايات المتحدة الأمريكية) | هونغ كونغ (هونغ كونغ)                                                                   |
| 4 × 200 متر تتابع 2–5        | الولايات المتحدة (الولايات المتحدة الأمريكية) | هونغ كونغ (هونغ كونغ)                         |                                                                                         |
| 4 × 400 متر تتابع 2–5        | هونغ كونغ (هونغ كونغ)                         | الولايات المتحدة (الولايات المتحدة الأمريكية) | إيطاليا (إيطاليا) · سيلفانا فيتوريلو · ميلينا بالسامو · سابرينا بوليري · كريستينا بلونر |
| الوثب العالي A6              | بيترا بودلمير · ألمانيا الغربية               | جولي هولي · الولايات المتحدة                  |                                                                                         |
| الوثب العالي B1              | كاثرين ويلسبي · بريطانيا العظمى               | فيرا كروز · هولندا                            | جوك فان رييجسفايك · هولندا                                                              |
| القفز العالي B2              | جانيت روولي · الولايات المتحدة                | مارغريت ميرفي · أستراليا                      |                                                                                         |
| القفز العالي B3              | ميلبا هوتون · الولايات المتحدة                | جيهونغ زهاو · الصين                           |                                                                                         |
| الوثب الطويل A2              | فاليري وودبريدج · أستراليا                    |                                               | شيريل بارير · كندا                                                                      |
| الوثب الطويل A2              | إيفلين ديكس · بريطانيا العظمى                 |                                               | شيريل بارير · كندا                                                                      |
| الوثب الطويل A6              | بيترا بودلميير · ألمانيا الغربية              | بائفي كاونستو · فنلندا                        | زوفيا ميليش · بولندا                                                                    |
| الوثب الطويل B1              | جوك فان ريجسويك · هولندا                      | أورسولا بوشبيك · ألمانيا الغربية              | كاثرين ويلسبي · بريطانيا العظمى                                                         |
| الوثب الطويل B2              | يالي بينغ · الصين                             | أنليز هيرماني · البرازيل                      | مارغريت مورفي · أستراليا                                                                |
| الوثب الطويل B3              | جيهونغ زهاو · الصين                           | بيث بيشوب · الولايات المتحدة                  | مونا أولمان · النرويج                                                                   |
| الوثب الطويل C7              | هايك بوغي · ألمانيا الغربية                   | فيرونيك روشيت · فرنسا                         | جوان بوي · كندا                                                                         |
| الوثب الطويل C8              | توشيكو كوباياشي · اليابان                     |                                               |                                                                                         |
| رمي الهراوة C2               | فاليري سميث · بريطانيا العظمى                 | جين سبينزلي · الولايات المتحدة                | مونيكا أوكيلي · جزيرة أيرلندا                                                           |
| رمي الهراوة C3               | أيلين هاربر · بريطانيا العظمى                 | آن تروتمان · بريطانيا العظمى                  | ليندا فايف · بريطانيا العظمى                                                            |
| رمي الهراوة C4               | جوان بلالارك · الولايات المتحدة               | سوزان ستيفنسون · بريطانيا العظمى              | هيلين هيلدرلي · بريطانيا العظمى                                                         |
| رمي الهراوة C5               | جين بيترز · بريطانيا العظمى                   | دينيس كوك · نيوزيلندا                         | بولا نابير · بريطانيا العظمى                                                            |
| رمي الهراوة C6               | سوزان شميدت · الدنمارك                        | مورنا كلونان · جزيرة أيرلندا                  | تون كارلسن · النرويج                                                                    |
| رمي الهراوة L1               | ليزا باركر · بريطانيا العظمى                  |                                               |                                                                                         |
| رمي القرص 1B                 | مارثا غوستافسون · كندا                        | إيزابيل بار · بريطانيا العظمى                 | روزالين جالاجر · جزيرة أيرلندا                                                          |
| رمي القرص 1C                 | غريغوريا غوتيريز · المكسيك                    | أمينتاس بييدي · البرازيل                      |                                                                                         |
| رمي القرص 2                  | عديلة الرومي · الكويت                         | ماري-لين بوليه · بلجيكا                       | كريستينا أوفتشارزيك · بولندا                                                            |
| رمي القرص 3                  | كاثي دان · جزيرة أيرلندا                      | دوروثي ريبيلي · بريطانيا العظمى               | فالتراود هاغنلوشر · ألمانيا الغربية                                                     |
| رمي القرص 4                  | كاثرين لين كارلتون · الولايات المتحدة         | ليليا هاراسيمتشوك · بولندا                    | م. بارتهايل · ألمانيا الغربية                                                           |
| رمي القرص 5                  | مارتين بريور · فرنسا                          | إلكا مونكر · ألمانيا الغربية                  | م. ندلوفو · زيمبابوي                                                                    |
| رمي القرص 6                  | زيبورا روبين-روزنباوم · إسرائيل               | كريستين مورجان · جزر البهاما                  |                                                                                         |
| رمي القرص A1                 | باربرا توماشيفسكا · بولندا                    | كارين ديفيدسون · بريطانيا العظمى              | جابر علي نجاة · مصر                                                                     |
| رمي القرص A2                 | ستيفانيا بالتة · كندا                         | فاليري وودبريدج · أستراليا                    | دونا سميث · أستراليا                                                                    |
| رمي القرص A4                 | كارين فارمر · الولايات المتحدة                | ليسا ماكيلا · فنلندا                          |                                                                                         |
| رمي القرص A6                 | باربرا جوسلين · بريطانيا العظمى               | زوفيا ميليك · بولندا                          | شو يون وانغ · الصين                                                                     |
| رمي القرص B1                 | بريجيت أوتو لانغ · ألمانيا الغربية            | ريتا جيرستنبيرجر · ألمانيا الشرقية            | عبدالله نجلة · مصر                                                                      |
| رمي القرص B2                 | جانيت روولي · الولايات المتحدة                | ميشيل مسيج · بريطانيا العظمى                  | ريناتا هونيتش · النمسا                                                                  |
| رمي القرص C3                 | سيسيليا بيرس · الولايات المتحدة               | مانيول ليونز · الولايات المتحدة               | آن تروتمان · بريطانيا العظمى                                                            |
| رمي القرص C4                 | آنس بومويستر · هولندا                         | جوان بلا لارك · الولايات المتحدة              | هيلين هيلدرلي · بريطانيا العظمى                                                         |
| رمي القرص C5                 | دينيس كوك · نيوزيلندا                         | جين بيترز · بريطانيا العظمى                   | سوزان سميث · كندا                                                                       |
| رمي القرص C6                 | أماندا كيفين · بريطانيا العظمى                | تون كارلسن · النرويج                          | شيرلي كولمان · الولايات المتحدة                                                         |
| رمي القرص C7                 | زيتا أندري · سويسرا                           | ميكي رولوفين · هولندا                         | جوان ب‍‍و‍ · كندا                                                                           |
| رمي القرص C8                 | آن ماري روبرتس · الولايات المتحدة             | ديني ويسرات · هولندا                          |                                                                                         |
| رمي القرص L2                 | ماري مكّان · بريطانيا العظمى                   | إيرين هوشين · بريطانيا العظمى                 | ماري لو بارانسكي · الولايات المتحدة                                                     |
| رمي القرص L3                 | كيم وايت · بريطانيا العظمى                    | تويانا كالدويل · الولايات المتحدة             |                                                                                         |
| رمي القرص L5                 | ليزا سولماري · فنلندا                         | يوجافين كيرالي · المجر                        | دون مكدايد · بريطانيا العظمى                                                            |
| رمي القرص L6                 | مارغريت هيلد · بريطانيا العظمى                | دوريس كوجلباور · النمسا                       |                                                                                         |
| رمي المسافة C1               | مورين جاينور · الولايات المتحدة               | أماندا بيفرلي ليتل · بريطانيا العظمى          | ديبي ويلوز · كندا                                                                       |
| رمي المسافة C2               | آن سوان · بريطانيا العظمى                     | ماريا بروكس · بريطانيا العظمى                 | هارييت لاهمان · كندا                                                                    |
| رمي الرمح 1B                 | دزاير نيل · بريطانيا العظمى                   | روزلين غالاغر · جزيرة أيرلندا                 | ر. موكويا · زيمبابوي                                                                    |
| رمي الرمح 1C                 | أمينتاس بياداد · البرازيل                     | غريغوريا غوتيريز · المكسيك                    | جودي زيلمان · كندا                                                                      |
| رمي الرمح 2                  | كريستينا أوفتشارتزيك · بولندا                 | مارجيت كويل · ألمانيا الغربية                 | أنِت هوك · الولايات المتحدة                                                              |
| رمي الرمح 3                  | ميلكا ميلينكوفيتش · يوغوسلافيا                | دوروثي ريبلي · بريطانيا العظمى                | لوسي وانجيرو · كينيا                                                                    |
| رمي الرمح 4                  | جولي دولينج · أستراليا                        | كاثرين لين كارلتون · الولايات المتحدة         | ليليا هاراسيمشوك · بولندا                                                               |
| رمي الرمح 5                  | زيبورا روبين-روزنبوم · إسرائيل                | مارتين بريور · فرنسا                          | إلكا مونكر · ألمانيا الغربية                                                            |
| رمي الرمح A1                 | جابر علي نجاة · مصر                           | باربارا توماشيفسكا · بولندا                   | كارين ديفيدسون · بريطانيا العظمى                                                        |
| رمي الرمح A2                 | دونا سميث · أستراليا                          | ستيفانيا بالتة · كندا                         | ميلودي ويليامسون · الولايات المتحدة                                                     |
| رمي الرمح A4                 | آن فاريل · كندا                               | كارين فارمر · الولايات المتحدة                | ليسا ماكيلا · فنلندا                                                                    |
| رمي الرمح A6                 | زوفيا مييلاخ · بولندا                         | شويون وانغ · الصين                            |                                                                                         |
| رمي الرمح B1                 | جانيس موورس · بريطانيا العظمى                 | إيلزه بونينج · ألمانيا الغربية                | ريتا جيرستنبرجر · ألمانيا الشرقية                                                       |
| رمي الرمح B2                 | كارين هيلمسي · الولايات المتحدة               | ماري كلارك · بريطانيا العظمى                  | جانيت راولي · الولايات المتحدة                                                          |
| رمي الرمح B3                 | لوري جونسون · الولايات المتحدة                | مونا أولمان · النرويج                         | ميريا فاهاما · فنلندا                                                                   |
| رمي الرمح C3                 | ليندا فايف · بريطانيا العظمى                  | آن تروتمان · بريطانيا العظمى                  | غاكسولا جورني شيكو · المكسيك                                                            |
| رمي الرمح C4                 | سوزان ستيفنسون · بريطانيا العظمى              | هيلين هيلديرلي · بريطانيا العظمى              |                                                                                         |
| رمي الرمح C5                 | جين بيترز · بريطانيا العظمى                   | دينيس كوك · نيوزيلندا                         | سوزان سميث · كندا                                                                       |
| رمي الرمح C6                 | تون كارلسن · النرويج                          | سوزان شميدت · الدنمارك                        | أماندا كيفين · بريطانيا العظمى                                                          |
| رمي الرمح C7                 | جوان بوي · كندا                               | تيريزا وارد · جزيرة أيرلندا                   | بيرت أودني لارسن · النرويج                                                              |
| رمي الرمح C8                 | جودي جودريش · كندا                            | ديبورا هيرن · الولايات المتحدة                | ديني ويستررات · هولندا                                                                  |
| رمي الرمح L2                 | ماري ماكان · بريطانيا العظمى                  | ماري لو بارانسكي · الولايات المتحدة           |                                                                                         |
| رمي الرمح L3                 | كيم وايت · بريطانيا العظمى                    | توينا كالدويل · الولايات المتحدة              |                                                                                         |
| رمي الرمح L5                 | راشيل مارشال · ترينيداد وتوباغو               | جوزافين كيرالي · المجر                        | لييسا سولماري · فنلندا                                                                  |
| الرمي الدقيق C1              | أماندا بيفرلي ليتل · بريطانيا العظمى          | ديبي ويلوز · كندا                             |                                                                                         |
| الرمي الدقيق C1              | أماندا بيفرلي ليتل · بريطانيا العظمى          | كاندي ديمارواس · الولايات المتحدة             |                                                                                         |
| الرمي الدقيق C1              | أماندا بيفرلي ليتل · بريطانيا العظمى          | حياة الصبيح · الكويت                          |                                                                                         |
| دفع الجلة 1A                 | م. فيراز · البرازيل                           | مها البرغوثي · الأردن                         |                                                                                         |
| دفع الجلة 1B                 | روزلين غالاغر · جزيرة أيرلندا                 | إيزابيل بار · بريطانيا العظمى                 | دزائير نيل · بريطانيا العظمى                                                            |
| دفع الجلة 1C                 | أمينتاس بييدادي · البرازيل                    | جودي زلمان · كندا                             | غريغوريا غوتيريز · المكسيك                                                              |
| دفع الجلة 2                  | ماري-لين بوليت · بلجيكا                       | أديلا الرويمي · الكويت                        | كريستينا دودريل · جزيرة أيرلندا                                                         |
| دفع الجلة 3                  | دوروثي ريبيلي · بريطانيا العظمى               | ميلكا ميلينكوفيتش · يوغوسلافيا                | والترود هاغنلوشر · ألمانيا الغربية                                                      |
| دفع الجلة 4                  | م. بارتهيل · ألمانيا الغربية                  | ليليا هاراسيمتشوك · بولندا                    | د. لابورنيك · يوغوسلافيا                                                                |
| دفع الجلة 5                  | إلكا مونكر · ألمانيا الغربية                  | زيبورا روبن-روزنبام · إسرائيل                 | مارتين بريور · فرنسا                                                                    |
| دفع الجلة A1                 | كارين ديفيدسون · بريطانيا العظمى              | باربرا توماشيفسكا · بولندا                    | جابر علي نجاة · مصر                                                                     |
| دفع الجلة A2                 | ستيفانيا بالت · كندا                          | دونا سميث · أستراليا                          | فاليري وودبريدج · أستراليا                                                              |
| دفع الجلة A4                 | كارين فارمر · الولايات المتحدة                | ليزا ماكيلا · فنلندا                          |                                                                                         |
| دفع الجلة A6                 | زوفيا ميليك · بولندا                          | باربرا جوسلين · بريطانيا العظمى               |                                                                                         |
| دفع الجلة B1                 | فيرا كروس · هولندا                            | إلسي بوهنيغ · ألمانيا الغربية                 | بريجيت أوتو-لانغ · ألمانيا الغربية                                                      |
| دفع الجلة B2                 | جانيت راوولي · الولايات المتحدة               | ميشيل مسج · بريطانيا العظمى                   | غابريالي بيرغهوفر · النمسا                                                              |
| دفع الجلة B3                 | ميرجا فاهاما · فنلندا                         | ماريا هانسون-بو · السويد                      | مونا أولمان · النرويج                                                                   |
| دفع الجلة C2                 | آن سوان · بريطانيا العظمى                     | فاليري سميث · بريطانيا العظمى                 | مونيكا أوكيلي · جزيرة أيرلندا                                                           |
| دفع الجلة C3                 | ليندا فايف · بريطانيا العظمى                  | جاكسيولا غويرن تشيكو · المكسيك                | جينيفر كيلي · جزيرة أيرلندا                                                             |
| دفع الجلة C4                 | آن بووميستر · هولندا                          | سوزان ستيفنسون · بريطانيا العظمى              | هيلين هيلديرلي · بريطانيا العظمى                                                        |
| دفع الجلة C5                 | دينيس كوك · نيوزيلندا                         | جين بيترز · بريطانيا العظمى                   | مارثا جونسون · كندا                                                                     |
| دفع الجلة C6                 | مورنا كلونان · جزيرة أيرلندا                  | أماندا كيفين · بريطانيا العظمى                | توني كارلسن · النرويج                                                                   |
| دفع الجلة C7                 | جوان بو · كندا                                | بيرت أودني لارسن · النرويج                    | ميك رويلوفسن · هولندا                                                                   |
| دفع الجلة C8                 | آن ماري روبرتس · الولايات المتحدة             | ديني ويسترات · هولندا                         | ديبورا هيرن · الولايات المتحدة                                                          |
| دفع الجلة L2                 | إيرين هوتشين · بريطانيا العظمى                | ماري مككان · بريطانيا العظمى                  | ماري لو بارانسكي · الولايات المتحدة                                                     |
| دفع الجلة L3                 | كيم وايت · بريطانيا العظمى                    | توياننا كولدويل · الولايات المتحدة            |                                                                                         |
| دفع الجلة L5                 | راشيل مارشال · ترينيداد وتوباغو               | جوزسافين كيرالي · المجر                       | ليسا سولماري · فنلندا                                                                   |
| دفع الكرة الطبية C2          | آن سوان · بريطانيا العظمى                     | ماريا بروكس · بريطانيا العظمى                 | هارييت لاهمان · كندا                                                                    |
| ملكة المستقيم - 100 متر 1A–6 | م. ساكر · السويد                              | مارتين بريور · فرنسا                          | إنغريد لوريدسن · الدنمارك                                                               |
| التعرج (القدم) C2            | لورا ميسكانيا · كندا                          | ماريا بروكس · بريطانيا العظمى                 | مونيكا أوكيلي · جزيرة أيرلندا                                                           |
| التعرج 1B                    | روث روزنباوم · الولايات المتحدة               | م. فيراز · البرازيل                           | روزالين غالاغير · جزيرة أيرلندا                                                         |
| التعرج 1C                    | ثام سيمبسون · كندا                            | أمينتاس بياد · البرازيل                       | غريغوريا غوتييريز · المكسيك                                                             |
| التعرج 2                     | باتريشيا هيل · نيوزيلندا                      | مارغيت كويل · ألمانيا الغربية                 | أديله الرومي · الكويت                                                                   |
| التعرج 3                     | ك. شيوتا · اليابان                            | س. هادفيلد · نيوزيلندا                        | ج. ديلورينزو · الولايات المتحدة                                                         |
| التعرج 4                     | ماسامي موري موتو · اليابان                    | ك. يوشيدا · اليابان                           | كاثرين لين كارلتون · الولايات المتحدة                                                   |
| التعرج 5                     | ك. سوجينو · اليابان                           | ت. موريتا · اليابان                           | روزا زاوغ · سويسرا                                                                      |
| التعرج C1                    | مورين جاينور · الولايات المتحدة               | لين كولمان · أستراليا                         | أليسون بارنز · جزيرة أيرلندا                                                            |
| التعرج C2                    | نانسي أندرسون · الولايات المتحدة              | فاليري سميث · بريطانيا العظمى                 | أورسولا بيبيريك · ألمانيا الغربية                                                       |
| التعرج C3                    | أيلين هاربر · بريطانيا العظمى                 | آن تروتمان · بريطانيا العظمى                  | جينيفر كيلي · جزيرة أيرلندا                                                             |
| التعرج C4                    | كلوفي فوكس · بريطانيا العظمى                  | جوان بلالارك · الولايات المتحدة               | كاثي براون · الولايات المتحدة                                                           |
| الخماسي 2                    | ماري-لين بوليت · بلجيكا                       | باتريشيا هيل · نيوزيلندا                      | مارغيت كويل · ألمانيا الغربية                                                           |
| الخماسي 3                    | س. هادفيلد · نيوزيلندا                        | والترود هاغنلوشر · ألمانيا الغربية            | جولي راسل · أستراليا                                                                    |
| الخماسي 4                    | كاثرين لين كارلتون · الولايات المتحدة         | ليليا هاراسيمشوك · بولندا                     | م. بارتيل · ألمانيا الغربية                                                             |
| الخماسي 5                    | خوانا سوتو · المكسيك                          | إلكا مونكر · ألمانيا الغربية                  | آنا بياتريز سيسنيروس · المكسيك                                                          |
| الخماسي 6                    | مارتين بريل · فرنسا                           | زيبورا روبين-روزنبام · إسرائيل                | كريستين مورغان · جزر البهاما                                                            |
| الخماسي B1                   | مارغريت هيغر · النمسا                         |                                               |                                                                                         |
| الخماسي B2                   | جابرييل بيرغوفر · النمسا                      | رينيه هونيتش · النمسا                         | ماري كلارك · بريطانيا العظمى                                                            |
| الخماسي B3                   | مونا أولمان · النرويج                         | أنجيزي جريجو · إيطاليا                        |                                                                                         |

### أحداث مختلطة
| حدث                 | الذهبية                | الفضية     | البرونزية                                                       |
| ------------------- | ---------------------- | ---------- | --------------------------------------------------------------- |
| 3×60 متر تتابع C2–3 | الولايات المتحدة (USA) | كندا (CAN) | بريطانيا العظمى (GBR) · ماريا بروكس · جايسون بيزلي · آن تروتمان |

## روابط خارجية
- Athletics at the 1984 Summer Paralympics (New York) من موقع اللجنة البارالمبية الدولية (مؤرشف)

قالب:1984 في ألعاب القوى
قالب:أحداث في الألعاب البارالمبية الصيفية 1984